# Oak Leaf
Oak Leaf è un centro abitato degli Stati Uniti d'America, situato nella contea di Ellis dello Stato del Texas.
La popolazione era di 1.298 persone al censimento del 2010.

## Geografia fisica
Oak Leaf è situata a 32°31′13″N 96°51′20″W (32.520253, -96.855654).
Secondo lo United States Census Bureau, ha un'area totale di 2,3 miglia quadrate (6,0 km²).

## Società

### Evoluzione demografica
Secondo il censimento del 2000, c'erano 1.209 persone, 401 nuclei familiari e 364 famiglie residenti nella città. La densità di popolazione era di 524,9 persone per miglio quadrato (203,0/km²). C'erano 408 unità abitative a una densità media di 177,1 per miglio quadrato (68,5/km²). La composizione etnica della città era formata dal 93,05% di bianchi, il 3,23% di afroamericani, lo 0,17% di nativi americani, lo 0,17% di asiatici, l'1,82% di altre razze, e l'1,57% di due o più etnie. Ispanici o latinos di qualunque razza erano il 5,38% della popolazione.
C'erano 401 nuclei familiari di cui il 39,7% aveva figli di età inferiore ai 18 anni, l'81,5% erano coppie sposate conviventi, il 7,0% aveva un capofamiglia femmina senza marito, e il 9,0% erano non-famiglie. Il 7,2% di tutti i nuclei familiari erano individuali e il 2,2% aveva componenti con un'età di 65 anni o più che vivevano da soli. Il numero di componenti medio di un nucleo familiare era di 3,01 e quello di una famiglia era di 3,15.
La popolazione era composta dal 27,3% di persone sotto i 18 anni, il 6,5% di persone dai 18 ai 24 anni, il 26,1% di persone dai 25 ai 44 anni, il 32,5% di persone dai 45 ai 64 anni, e il 7,5% di persone di 65 anni o più. L'età media era di 41 anni. Per ogni 100 femmine c'erano 106,0 maschi. Per ogni 100 femmine dai 18 anni in giù, c'erano 102,1 maschi.
Il reddito medio di un nucleo familiare era di 80.274 dollari, e quello di una famiglia era di 81.824 dollari. I maschi avevano un reddito medio di 51.522 dollari contro i 32.500 dollari delle femmine. Il reddito pro capite era di 28.327 dollari. Circa l'1,7% delle famiglie e il 2,3% della popolazione erano sotto la soglia di povertà, incluso l'1,1% di persone sotto i 18 anni enessuno di 65 anni o più.